# ファンデルワールス結晶
ファンデルワールス結晶（ファンデルワールスけっしょう）とは、分子間力の一種であるファンデルワールス力によって形成される結晶のこと。分子結晶とも呼ばれる。なお、分子性結晶という表現は、分子間力以外の結合様式も入り込んだ場合用いる用語である。
ファンデルワールス力による結合は弱いので、分子結晶の格子エネルギーは弱く、融点が低かったり、柔らかかったり、昇華性を持ったりする場合が多い。
主な例として、ドライアイスやナフタレン、非極性の高分子化合物などがあげられる。
一般に、静電相互作用や水素結合などのより強い分子間相互作用がはたらかないような分子が結晶となる場合にとる形式である。